# Szinán pasa mecset (Prizren)
A Szinán pasa mecset (albánul: Xhamia e Sinan Pashës; szerbül: Синан пашина Џамија / Sinan pašina džamija; törökül: Sinan Paşa Camii) oszmán mecset a koszovói Prizren városában. A 17. század elején építtette Szofi Szinán pasa, Budim bégje. A mecset Prizren főutcájára néz, és a város látképének meghatározó eleme.

## Története
Szofi Szinán pasa 1600-ban vagy 1608-ban kezdte meg a mecset építését. Szinán pasa, egy albán és egykori boszniai beglerbég és kajmakám nem tévesztendő össze Szinán pasa nagyvezírrel, aki 1600-ban építtette a Szinán pasa mecsetet a közeli Kaçanik városban.
Széles körben úgy tartják, hogy a mecset építéséhez használt kövek a közeli Szent Arkangyalok kolostorából származnak, egy szerb ortodox kolostorból, amelyet IV. István Uroš szerb cár alapított. Valójában az egykori kolostor egyes részei láthatók a mecsetben. A kolostor, amelyet az oszmánok 16. századi bejövetele után elhagytak, a 17. századra romokba dőlt. Hasan Kaleshi albán történész 1972-ben azt állította, hogy Szofi Szinán pasa semmiféle kolostorpusztítást nem rendelhetett volna el, mivel ez lehetetlen volt szultáni rendelet nélkül, inkább elrendelte a tartalék kövek felhasználását.
A mecset 1912-ig szolgálta ki a vallási igényeket. A balkáni háborúk és az első világháború idején az épületet lőszerraktárként használták a bolgár és a szerb hadseregek. 1919-ben a mecset súlyos károkat szenvedett.
A Kulturális Műemlékvédelmi Szervezet 1967-es megalakulásával megkezdődött a műemlékek gondozása. Így az 1968–69-es években a mecset felújítás után a Keleti Kéziratok Múzeumává alakult át, míg 1973 és 1978 között a falfestmények restaurálása és konzerválása zajlott.
A Szinán pasa mecsetet 1990-ben felvették a kivételes jelentőségű szerbiai kulturális emlékek jegyzékébe.

## Építészet

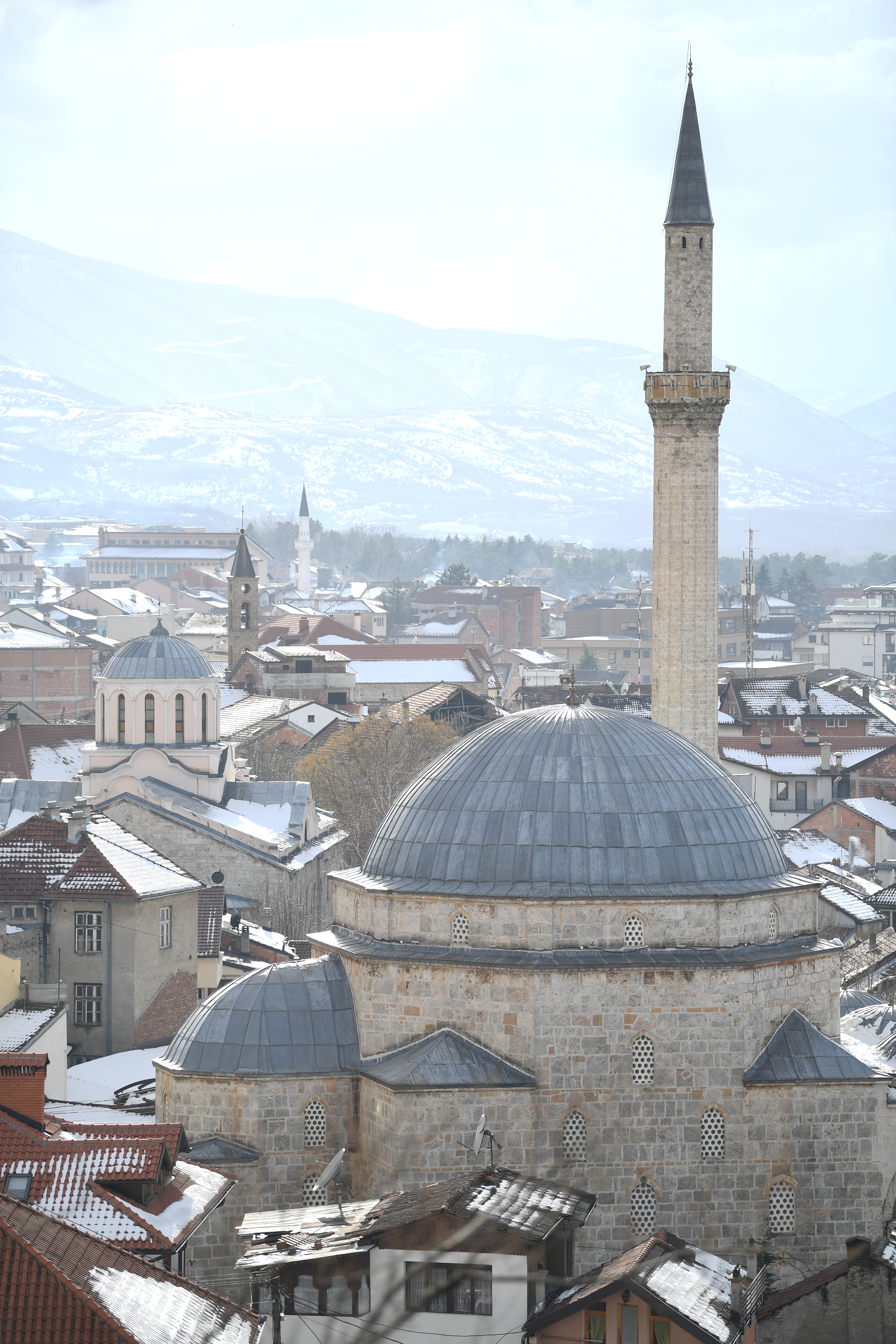
A Szinán pasa mecset télen

A mecset nagyjából 14 x 14 méteres, és négyzet alakú. Van egy nagy kupola és egy másik kisebb félkupola, amely a mihrábot takarja, amely festett és cseppkő alakú. A mecset falai 1,65 m (5,4 láb) vastagok, minaretje pedig, amelynek teteje ólommal borított, 43,5 m (143 láb) magas.
Az épület falait és a kupolát a 19. században festették, többnyire virágmintákkal és Korán-versekkel. A mimbar virágmotívumokkal van festve, a mecset kőpadlója eredeti.

## Időjárási hatások
A mecset problémája az eső volt, amely idővel a tetőn lévő lyukakon keresztül behatolt az épületbe. Emiatt néhány festmény megrongálódott a falakon, valamint megsérült a vakolat. A kőhomlokzatok is ki vannak téve az időjárás hatásainak.
2000 elején az UNESCO körülbelül 500 ezer euróra becsülte a felújítás költségeit.

## Kéziratok és épületvita
Prizren önkormányzata könyvtárat szándékozott építeni a mecsetben, hogy ne csak a mecsetben talált eredeti oszmán kéziratokat őrizze meg, hanem más értékes, Koszovó-szerte fellelhető kéziratokat is. A Koszovói Iszlám Unió azonban pert indított Prizren önkormányzata ellen annak érdekében, hogy a mecset ne váljon múzeummá, hanem továbbra is vallási épület maradjon.

## Fordítás
- Ez a szócikk részben vagy egészben  a   Sinan Pasha Mosque (Prizren) című angol Wikipédia-szócikk ezen változatának fordításán alapul.  Az eredeti cikk szerkesztőit annak laptörténete sorolja fel. Ez a jelzés csupán a megfogalmazás eredetét és a szerzői jogokat jelzi, nem szolgál a cikkben szereplő információk forrásmegjelöléseként.